# جون بيدرسن
جون بيدرسن (بالإنجليزية: John Pedersen)‏ هو مخترِع أمريكي، ولد في 21 مايو 1881 في غراند إيسلاند في الولايات المتحدة، وتوفي في 23 مايو 1951 في Blandford, Massachusetts ‏ في الولايات المتحدة.